# Onthophagus kumaonensis
Onthophagus kumaonensis là một loài bọ cánh cứng trong họ Bọ hung (Scarabaeidae).